# Équipe du Maroc féminine de football des moins de 17 ans
Cet article traite de l'équipe féminine. Pour l'équipe masculine, voir Équipe du Maroc des moins de 17 ans de football.
Maillots
L’équipe du Maroc féminine de football des moins de 17 ans est constituée par une sélection des meilleures joueuses marocaines de moins de 17 ans sous l'égide de la Fédération royale marocaine de football (FRMF).

## Histoire

### Des débuts difficiles
L'équipe nationale dispute ses premiers matchs officiels en mars 2016 lors d'une double confrontation contre le Ghana à l'occasion des qualifications africaines pour la Coupe du monde. Le Maroc de Fatima Tagnaout et Sanaâ Mssoudy s'incline sur les deux matchs (Match aller : défaite 4-0 à Rabat, match retour : défaite 6-0 à Accra).
Le Maroc ne parvient pas non plus à se qualifier pour l'édition suivante de la Coupe du monde (2018), après s'être fait éliminer par l'Afrique du Sud. Les Marocaines se sont inclinées au match aller (5-1 à Salé) et au match retour (1-0 à Prétoria).
L'équipe nationale a pris part aux qualifications africaines de la Coupe du monde 2020. Après avoir éliminé Djibouti (victoire à l'aller 7-0 à Djibouti, victoire au retour 7-0 à Salé) et le Botswana (victoire à l'aller 1-0 à Gaborone, forfait du Botswana au retour), le Maroc devait affronter l'Afrique du Sud lors du dernier tour.
Mais en raison de la pandémie liée au covid-19, la compétition a du être annulée et les éliminatoires n'ont pas pu aller jusqu'à leur terme. Le tournoi qualificatif a du être reporté pour l'année 2022.

### Première qualification au Mondial (2022)
Ce n'est que le 4 juin 2022, pour la première fois depuis sa création, que l'équipe nationale, avec à sa tête Patrick Cordoba, parvient à décrocher une première qualification à la Coupe du monde dont la phase finale se déroule en Inde du 11 au 30 octobre 2022
.
Et ce après avoir éliminé le Bénin, le Niger et le Ghana lors de la phase des qualifications.
En septembre 2022, le Maroc affronte le Portugal dans une double confrontation amicale préparatoire à la Coupe du monde.
Les Marocaines s'inclinent lourdement lors du premier match joué à Santarém le 20 septembre 2022 sur le score de 8-0. Lors du deuxième match joué à Rio Maior le 22 septembre 2022, le Portugal s'impose sur le score de deux buts à un. L'unique réalisation marocaine est de Doha El Madani.
Début octobre, l'équipe nationale affronte le Chili en guise de dernier match avant la Coupe du monde à Goa où le Maroc perd sur le score de 3-1. Iman El Hannachi inscrit l'unique but marocain.

#### Phase finale de la Coupe du monde
Le Maroc, sous la houlette du Français Anthony Rimasson, fait son entrée en lice en Coupe du monde, le 11 octobre 2022 contre le Brésil qui connaît sa sixième participation à la compétition. Le match se solde par une victoire brésilienne (1-0).
Lors de la deuxième journée de groupe le 14 octobre 2022, l'équipe du Maroc s'impose face à l'Inde sur le score de 3 buts 0. Doha El Madani devient la première joueuse à marquer un but pour le Maroc dans une Coupe du monde de la catégorie des moins de 17 ans, en convertissant un penalty. Les autres réalisations du match sont de Yasmine Zouhir et Djennah Cherif. Par conséquent, il s'agit de la première victoire marocaine de l'histoire dans un Mondial de cette catégorie.
Le Maroc affronte les États-Unis pour la dernière journée de phase de poules le 17 octobre 2022 à Goa. Dominées, les Lioncelles de l'Atlas ont été défaites sur le score de 4 buts à 0.

### Qualifications pour le Mondial 2024: Échec au dernier tour
Dans le cadre des préparations aux qualifications à la Coupe du monde 2024, la sélection désormais entraînée par Youness Rabie, dispute deux matchs amicaux contre le Cameroun les 8 et 13 juillet 2023 à Yaoundé. La première manche est remportée par les Camerounaises (2-0) tandis que la deuxième manche se solde sur un match nul par un score de un partout avec un but de Kautar Azraf.
Durant le mois de septembre de la même année, la sélection voyage à Dar es Salam pour affronter la Tanzanie en deux matchs amicaux. La première rencontre finit par une défaite marocaine, 2-1 (Le but marocain est de Ouafaa Bentahri). Le Maroc perd également le deuxième sur le même score avec un but d'Alisha Elanbri sur pénalty.
Le mois qui suit le Maroc affronte l'Afrique du sud pour une double confrontation amicale au Complexe Mohammed VI. La manche aller le 27 octobre 2023 se solde sur un score de parité avec comme buteuse marocaine, Lina Mokhtar Jamaï qui égalise en fin de rencontre. La deuxième rencontre se termine par une victoire marocaine sur le score de 2-0 avec des réalisations de Lina Mokhtar Jamaï et Meyssane Layachi. 
Il s'ensuit alors deux matchs amicaux à Cadix les 30 novembre et 3 décembre 2023 contre la République tchèque. Les Marocaines s'imposent lors des deux rencontres. La première sur un score de 1-0 grâce à une réalisation d'Inès Aboucharif et la deuxième sur le score de 2 buts à 1 grâce à des buts marqués par Maria Fodil et Inès Aboucharif à nouveau,.
Exemptée du premier tour, la sélection débute les qualifications à la Coupe du monde durant le mois de février 2024 en affrontant le Niger à Berkane. Largement dominatrices, les Marocaines remportent les deux rencontres sur le même score (11-0) avec notamment un quintuplé de Lina Mokhtar Jamaï lors de la première manche. Les joueuses de Younes Rabie se donnent rendez-vous avec l'Algérie pour le 3e tour,.
Les « Lioncelles de l'Atlas » entament alors le 3e tour des qualifications en affrontant l'Algérie. Les Marocaines se qualifient au tour suivant en remportant les deux manches sur le même score de 4 buts à 0. Les réalisations du match aller à Berkane le 10 mai 2024 sont d'Inès Aboucharif, Romaissa Ihssan, Ouafae Bentahri et un but contre son camp de Hanane Sehoul. Lors du match retour, le 17 mai 2024 à Rouiba, Lina Mokhtar Jamaï inscrit un doublé et les deux autres réalisations marocaines sont de Dina Haizoun et Chaimae Boughazi. Ainsi lors du 4e et dernier tour, le Maroc se donne donc rendez-vous avec la Zambie, victorieuse de l'Ouganda.
Le Maroc se déplace donc à Lusaka pour disputer le match aller du dernier tour qui se termine par une victoire de la Zambie sur le score de 3 buts à 1 avec un but de la joueuse du FC Barcelone, Kautar Azraf. Et lors du match retour le 15 juin 2024 à Berkane les deux équipes se quittent sur un score nul et vierge. Un résultat qui ne permet pas à la sélection marocaine de valider son ticket pour la Coupe du monde qui a lieu en République dominicaine.

### Le Maroc hôte de 5 éditions de la Coupe du monde
En mars 2024, le Maroc est désigné par la FIFA pour organiser les cinq éditions de la Coupe du monde féminine des moins de 17 ans de 2025 à 2029.
Dans le cadre des préparations pour l'édition de 2025, le Maroc effectue une série de matchs amicaux internationaux. Les Marocaines voyagent en Tunisie pour disputer le tournoi de l'UNAF du 3 au 8 septembre 2024. Un tournoi décevant pour le Maroc avec deux défaites (2-0 face à la Tunisie et 5-3 contre la Tanzanie) et un nul contre l'Egypte (1-1). Le mois suivant, la sélection dispute une double confrontation amicale face à la Côte d'Ivoire les 24 et 28 octobre au Complexe Mohammed VI. Les Marocaines s'imposent lors des deux rencontres (6-0 et 3-0). Le mois suivant, le Maroc reçoit la République tchèque les 28 novembre et 2 décembre pour deux matchs amicaux qui se soldent par deux défaites marocaines (1-2 et 1-5).
Par la suite, la sélection nationale entraînée par Ruben Cordero entame l'année 2025 par deux tests amicaux contre la Russie les 21 et 25 février au Complexe Mohammed VI. Si le Maroc remporte la première manche (3-1), il s'incline lors de la deuxième (1-4),.

## Palmarès

### Parcours en Coupe du monde des moins de 17 ans
| Coupe du monde -17 ans | Coupe du monde -17 ans                                                          | Coupe du monde -17 ans                                                          | Coupe du monde -17 ans                                                          | Coupe du monde -17 ans                                                          | Coupe du monde -17 ans                                                          | Coupe du monde -17 ans                                                          | Coupe du monde -17 ans                                                          | Coupe du monde -17 ans                                                          |
| Participations: 1      | Participations: 1                                                               | Participations: 1                                                               | Participations: 1                                                               | Participations: 1                                                               | Participations: 1                                                               | Participations: 1                                                               | Participations: 1                                                               | Participations: 1                                                               |
| Année                  | Résultat                                                                        | M                                                                               | G                                                                               | N                                                                               | P                                                                               | BP                                                                              | BE                                                                              |                                                                                 |
| ---------------------- | ------------------------------------------------------------------------------- | ------------------------------------------------------------------------------- | ------------------------------------------------------------------------------- | ------------------------------------------------------------------------------- | ------------------------------------------------------------------------------- | ------------------------------------------------------------------------------- | ------------------------------------------------------------------------------- | ------------------------------------------------------------------------------- |
| 2008                   | Ne participe pas                                                                | Ne participe pas                                                                | Ne participe pas                                                                | Ne participe pas                                                                | Ne participe pas                                                                | Ne participe pas                                                                | Ne participe pas                                                                |                                                                                 |
| 2010                   | Ne participe pas                                                                | Ne participe pas                                                                | Ne participe pas                                                                | Ne participe pas                                                                | Ne participe pas                                                                | Ne participe pas                                                                | Ne participe pas                                                                |                                                                                 |
| 2012                   | Ne participe pas                                                                | Ne participe pas                                                                | Ne participe pas                                                                | Ne participe pas                                                                | Ne participe pas                                                                | Ne participe pas                                                                | Ne participe pas                                                                |                                                                                 |
| 2014                   | Ne participe pas                                                                | Ne participe pas                                                                | Ne participe pas                                                                | Ne participe pas                                                                | Ne participe pas                                                                | Ne participe pas                                                                | Ne participe pas                                                                |                                                                                 |
| 2016                   | Pas qualifié                                                                    | Pas qualifié                                                                    | Pas qualifié                                                                    | Pas qualifié                                                                    | Pas qualifié                                                                    | Pas qualifié                                                                    | Pas qualifié                                                                    |                                                                                 |
| 2018                   | Pas qualifié                                                                    | Pas qualifié                                                                    | Pas qualifié                                                                    | Pas qualifié                                                                    | Pas qualifié                                                                    | Pas qualifié                                                                    | Pas qualifié                                                                    |                                                                                 |
| 2020                   | Initialement reportée à 2021, puis annulée en raison de la Pandémie de Covid-19 | Initialement reportée à 2021, puis annulée en raison de la Pandémie de Covid-19 | Initialement reportée à 2021, puis annulée en raison de la Pandémie de Covid-19 | Initialement reportée à 2021, puis annulée en raison de la Pandémie de Covid-19 | Initialement reportée à 2021, puis annulée en raison de la Pandémie de Covid-19 | Initialement reportée à 2021, puis annulée en raison de la Pandémie de Covid-19 | Initialement reportée à 2021, puis annulée en raison de la Pandémie de Covid-19 | Initialement reportée à 2021, puis annulée en raison de la Pandémie de Covid-19 |
| 2022                   | Premier tour                                                                    | 3                                                                               | 1                                                                               | 0                                                                               | 2                                                                               | 3                                                                               | 5                                                                               |                                                                                 |
| 2024                   | Pas qualifié                                                                    | Pas qualifié                                                                    | Pas qualifié                                                                    | Pas qualifié                                                                    | Pas qualifié                                                                    | Pas qualifié                                                                    | Pas qualifié                                                                    |                                                                                 |
| Total                  | 1/3                                                                             | 3                                                                               | 1                                                                               | 0                                                                               | 2                                                                               | 3                                                                               | 5                                                                               |                                                                                 |

### Parcours aux qualifications africaines à la Coupe du monde des moins de 17 ans
| Qualifications africaines à la Coupe du monde des moins de 17 ans | Qualifications africaines à la Coupe du monde des moins de 17 ans | Qualifications africaines à la Coupe du monde des moins de 17 ans | Qualifications africaines à la Coupe du monde des moins de 17 ans | Qualifications africaines à la Coupe du monde des moins de 17 ans | Qualifications africaines à la Coupe du monde des moins de 17 ans | Qualifications africaines à la Coupe du monde des moins de 17 ans | Qualifications africaines à la Coupe du monde des moins de 17 ans | Qualifications africaines à la Coupe du monde des moins de 17 ans |                  |
| Participations: 5                                                 | Participations: 5                                                 | Participations: 5                                                 | Participations: 5                                                 | Participations: 5                                                 | Participations: 5                                                 | Participations: 5                                                 | Participations: 5                                                 | Participations: 5                                                 |                  |
| Année                                                             | Tour                                                              | Position                                                          | Matchs                                                            | G                                                                 | N                                                                 | P                                                                 | BP                                                                | BE                                                                |                  |
| ----------------------------------------------------------------- | ----------------------------------------------------------------- | ----------------------------------------------------------------- | ----------------------------------------------------------------- | ----------------------------------------------------------------- | ----------------------------------------------------------------- | ----------------------------------------------------------------- | ----------------------------------------------------------------- | ----------------------------------------------------------------- | ---------------- |
| 2008                                                              | Ne participe pas                                                  | Ne participe pas                                                  | Ne participe pas                                                  | Ne participe pas                                                  | Ne participe pas                                                  | Ne participe pas                                                  | Ne participe pas                                                  | Ne participe pas                                                  | Ne participe pas |
| 2010                                                              | Ne participe pas                                                  | Ne participe pas                                                  | Ne participe pas                                                  | Ne participe pas                                                  | Ne participe pas                                                  | Ne participe pas                                                  | Ne participe pas                                                  | Ne participe pas                                                  | Ne participe pas |
| 2012                                                              | Ne participe pas                                                  | Ne participe pas                                                  | Ne participe pas                                                  | Ne participe pas                                                  | Ne participe pas                                                  | Ne participe pas                                                  | Ne participe pas                                                  | Ne participe pas                                                  | Ne participe pas |
| 2013                                                              | 1er tour                                                          | -                                                                 | -                                                                 | -                                                                 | -                                                                 | -                                                                 | -                                                                 | -                                                                 |                  |
| 2016                                                              | 2e tour                                                           | 2e                                                                | 2                                                                 | 0                                                                 | 0                                                                 | 2                                                                 | 0                                                                 | 10                                                                |                  |
| 2018                                                              | 2e tour                                                           | 2e                                                                | 2                                                                 | 0                                                                 | 0                                                                 | 2                                                                 | 1                                                                 | 6                                                                 |                  |
| 2020                                                              | Annulées en raison de la pandémie de Covid-19                     | Annulées en raison de la pandémie de Covid-19                     | Annulées en raison de la pandémie de Covid-19                     | Annulées en raison de la pandémie de Covid-19                     | Annulées en raison de la pandémie de Covid-19                     | Annulées en raison de la pandémie de Covid-19                     | Annulées en raison de la pandémie de Covid-19                     | Annulées en raison de la pandémie de Covid-19                     |                  |
| 2022                                                              | Qualifié                                                          | 1re                                                               | 6                                                                 | 4                                                                 | 1                                                                 | 1                                                                 | 23                                                                | 3                                                                 |                  |
| 2024                                                              | 4e tour                                                           | 2e                                                                | 6                                                                 | 4                                                                 | 1                                                                 | 1                                                                 | 31                                                                | 3                                                                 |                  |
| Total                                                             | 5/7                                                               | 1 qualification                                                   | 16                                                                | 8                                                                 | 2                                                                 | 6                                                                 | 55                                                                | 22                                                                |                  |